# Eriotheca loretensis
Eriotheca loretensis är en malvaväxtart som beskrevs av Fern.Alonso. Eriotheca loretensis ingår i släktet Eriotheca och familjen malvaväxter. Inga underarter finns listade i Catalogue of Life.